# Borboropactus bituberculatus
Borboropactus bituberculatus là một loài nhện trong họ Thomisidae.
Loài này thuộc chi Borboropactus. Borboropactus bituberculatus được Eugène Simon miêu tả năm 1884.